# Épreville-en-Lieuvin
Epreville-en-Lieuvin – miejscowość i gmina we Francji, w regionie Normandia, w departamencie Eure.
Według danych na rok 1990 gminę zamieszkiwało 145 osób, a gęstość zaludnienia wynosiła 22 osoby/km² (wśród 1421 gmin Górnej Normandii Epreville-en-Lieuvin plasuje się na 754 miejscu pod względem liczby ludności, natomiast pod względem powierzchni na miejscu 565).